# Jabkenický potok
Jabkenický potok je levostranný přítok říčky Vlkavy v okresech Nymburk a Mladá Boleslav, ve Středočeském kraji. Délka toku činí 13,6 km. Plocha povodí měří 33,6 km².

## Průběh toku

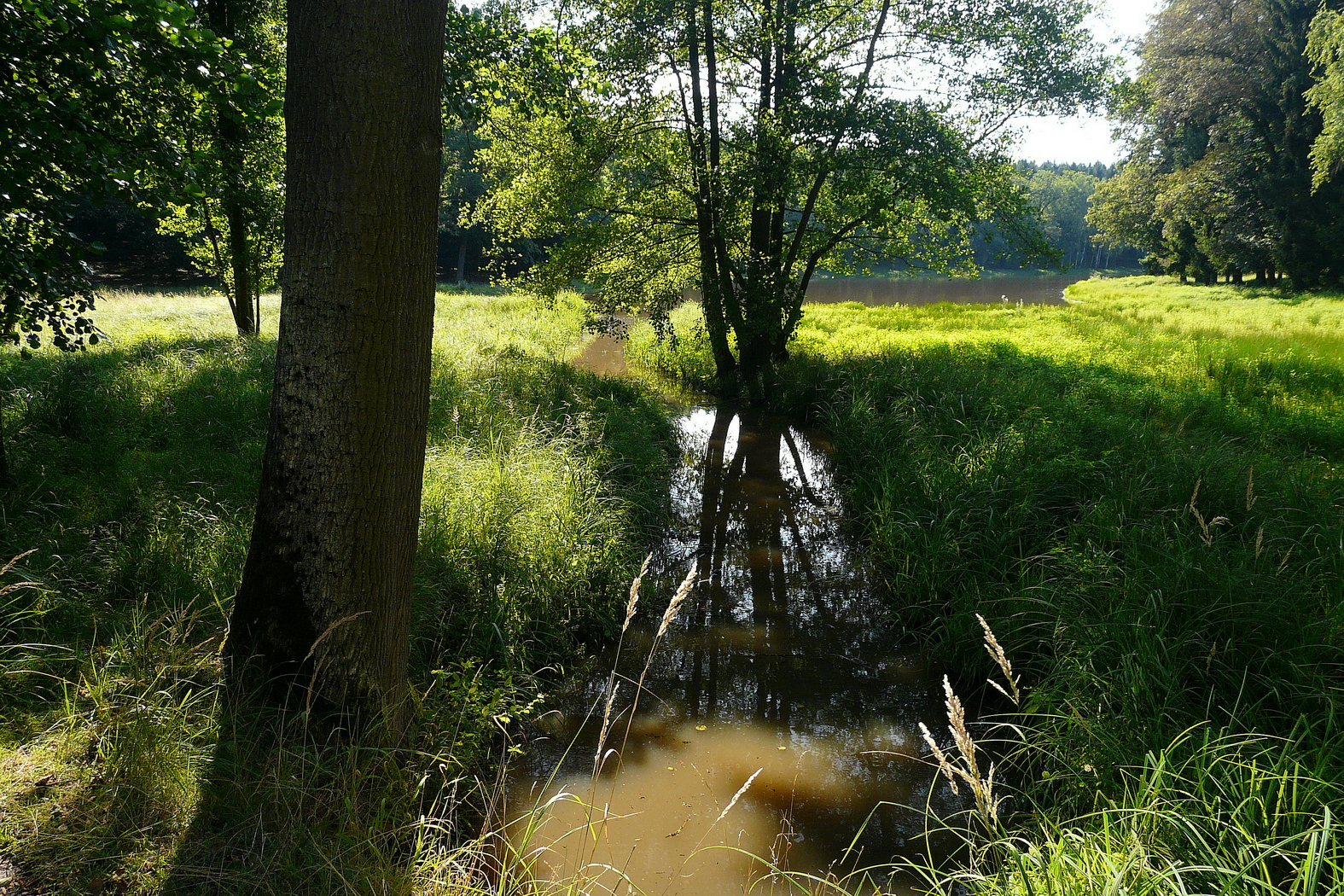
Jabkenický potok před Štičím rybníkem

Potok pramení v lesích Jabkenické plošiny západně od obce Seletice. Po asi 2 kilometrech a přibrání několika drobných přítoků vstupuje do Jabkenické obory a přírodního parku Jabkenicko, kde napájí soustavu větších rybníků v pořadí Křinecký, Vidlák (největší, plocha 7 ha), Hradecký, Štičí a Mlýnský, který leží již vně obory. V oboře též přijímá několik přítoků: např. do rybníka Vidlák přitéká jeden poměrně dlouhý bezejmenný přítok, na kterém leží několik malých rybníků a u Hradeckého rybníka na jednom krátkém přítoku leží na velmi malé ploše hustá kaskáda malých nádrží. Po opuštění obory a Mlýnského rybníka protéká potok Jabkenicemi a za nimi napájí Záhumenní rybník. Po dalších asi 1,8 km mění potok směr z převážně západního na převážně jižní a u Rejšic napájí náhonem Rejšický rybník. Poté tok opět mění směr na západní, když v ohybu přijímá svůj nejvýznamnější přítok, Boží vodu, na kterém je další soustava rybníků různých velikostí. Dále u Smilovic potok napájí Smilovický rybník a po další zatáčce o 90° se mezi Újezdem a Újezdcem vlévá do Vlkavy. Jabkenický potok nejprve protéká mělkým údolím, po opuštění obory pak rovinatou krajinou zemědělského charakteru. Kromě počátečního úseku je tok regulován.

### Větší přítoky
- levé – Boží voda